# Phaelota sindhoori
Phaelota sindhoori es una especie de insecto coleóptero de la familia Chrysomelidae. Fue descrita científicamente en 2004 por Prathapan & Viraktamath.